# Stade Pierre-Mauroy
Het Stade Pierre-Mauroy is een voetbalstadion in de agglomeratie van de Franse stad Rijsel (Lille). Het is het thuisstadion van de eersteklasser Lille OSC en biedt plaats aan 50.186 toeschouwers. Het staat in de gemeente Villeneuve d'Ascq en is het belangrijkste stadion van de metropool. Het werd geopend in augustus 2012 en is sinds 21 juni 2013 genoemd naar de socialistische politicus Pierre Mauroy die lange tijd burgemeester van Rijsel was.

## Het stadion

### Kosten en financiering
De bouw van het stadion zou naar verwachting 324 miljoen euro kosten, waarvan 282 miljoen voor het stadion en de parking en 42 miljoen voor onder andere een hotel, een winkelcentrum, een restaurant, enz. Toen ook de vervoersinfrastructuren bleken te moeten worden aangepast, liep het bedrag op tot 613 miljoen euro. De financiering werd gevonden door de kosten te verdelen over de betreffende Franse bestuurlijke regio, Nord-Pas-de-Calais, in 2016 opgegaan in Hauts-de-France (45 miljoen euro), de stad Rijsel (24,7 miljoen euro per jaar gedurende 31 jaar) en de voetbalclub Lille zelf (7,5 miljoen euro per jaar). Na de aardbeving in Japan in maart 2011 werd verplicht dat alle nieuwbouw tegen aardbevingen beveiligd is. Hierdoor liepen de kosten met nog eens 91 miljoen euro op.

### Functies
Het stadion heeft een capaciteit van 50.186 toeschouwers, waarvan er 4.965 business-seats zijn, 1.842 luxury-box seats, 448 protocol seats en er 326 plaatsen zijn gereserveerd voor de pers. Het stadion heeft een eigen bijzonderheid: La Boîte à Spectacles. De helft van het veld kan omhoog gebracht worden en op de andere helft geplaatst worden, waardoor er ook concerten en andere sporten (zwemmen, basketbal) mogelijk zijn. De capaciteit van de Boîte à Spectacles kan variëren van 6.900 tot 30.000 plaatsen. Het stadion wordt met compleet veld ook gebruikt voor rugbywedstrijden. Het stadion heeft een schuifdak, waardoor het ook gebruikt kan worden bij slecht weer. Het is erkend als HQE door zijn gebruik van zonnepanelen en twee windmolens, die het stadion van elektriciteit voorzien. Het stadion is bereikbaar via de A22 (afrit 9), de N227 en met de metro. Het is geclassificeerd als 5-sterrenstadion door de UEFA en werd gebruikt bij het EK voetbal 2016.

#### Interlandoverzicht
| № | Datum        | Wedstrijd               | Uitslag | Competitie             | Toeschouwers |
| - | ------------ | ----------------------- | ------- | ---------------------- | ------------ |
| 1 | 12 juni 2016 | Duitsland – Oekraïne    | 2 – 0   | EK 2016 Groepsfase (C) | 50.186       |
| 2 | 15 juni 2016 | Rusland – Slowakije     | 1 – 2   | EK 2016 Groepsfase (B) | 38.989       |
| 3 | 19 juni 2016 | Zwitserland – Frankrijk | 0 – 0   | EK 2016 Groepsfase (A) | 45.616       |
| 4 | 22 juni 2016 | Italië – Ierland        | 0 – 1   | EK 2016 Groepsfase (E) | 44.268       |
| 5 | 26 juni 2016 | Duitsland – Slowakije   | 3 – 0   | EK 2016 Achtste finale | 44.312       |
| 6 | 1 juli 2016  | Wales – België          | 3 – 1   | EK 2016 Kwartfinale    | 45.936       |